# Subarnarekha
El Subarnarekha és un riu de Jharkhand i Bengala Occidental, a l'Índia.
Neix a uns 15 km al sud-oest de Ranchi a Jharkhand i corre cap al nord-est formant les cascades Hundrughagh; després agafa direcció cap a l'est i sud-est i entra al districte de West Midnapore fins a arribar a Balasore, agafant direcció sud i després de passar pel districte d'East Midnapore desaigua a la badia de Bengala. El seu curs és de 767 km.
Els afluents principals són el Kanchi i Karkari, els dos a Jharkhand i que el troben per l'oest.